# Klangturm

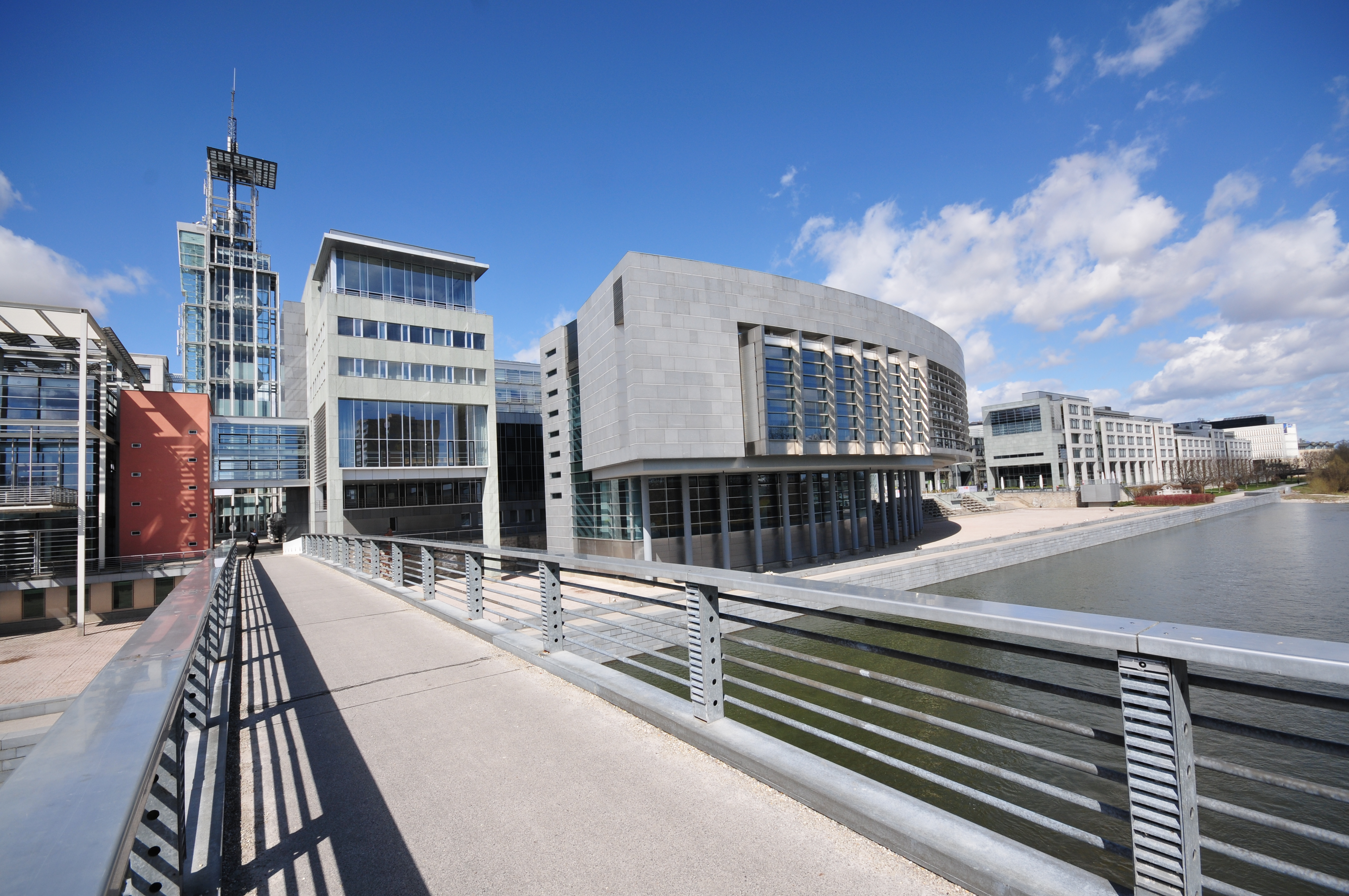
Klangturm hinter dem Landhaus St. Pölten

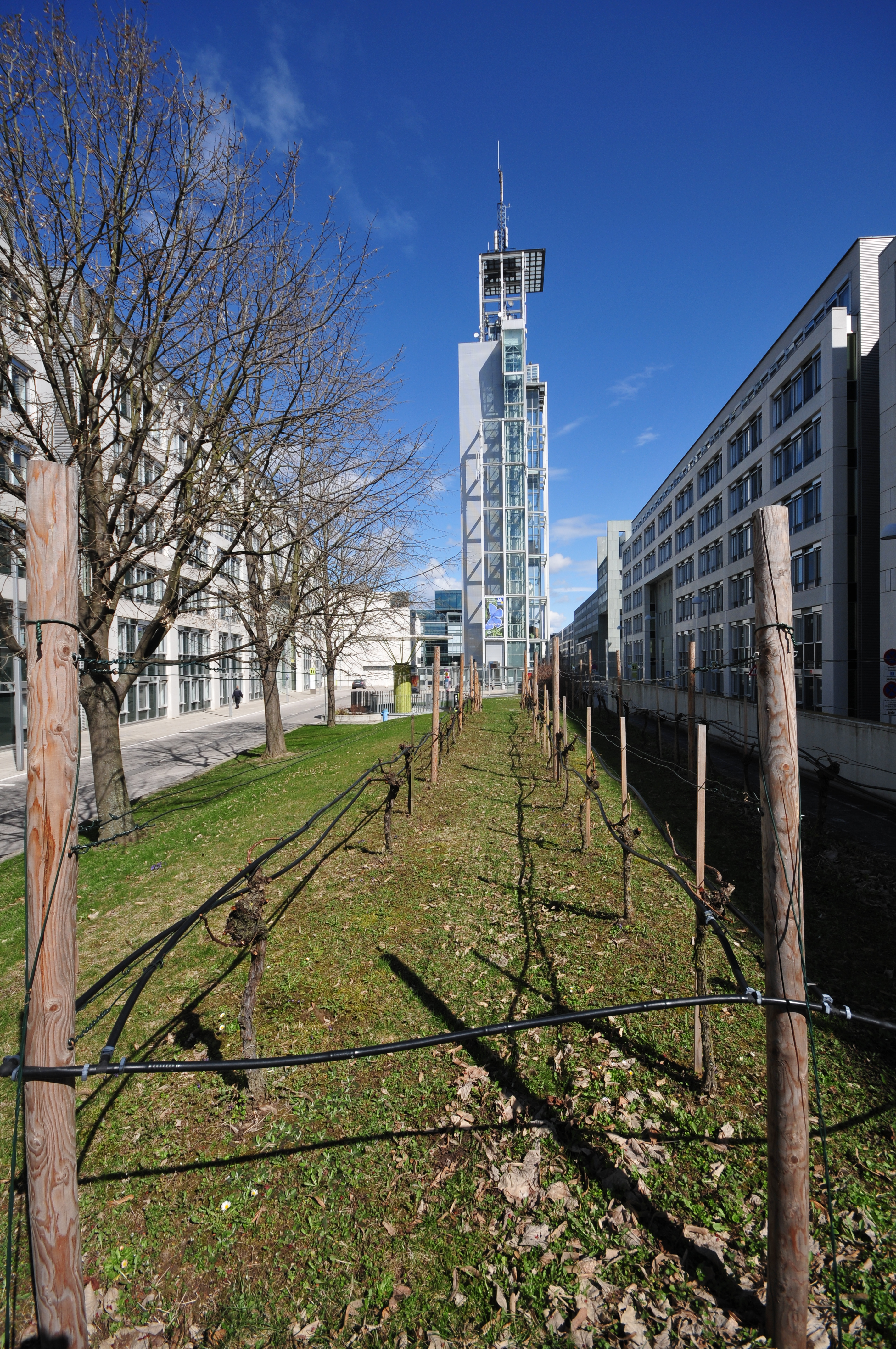

Der Klangturm ist eines der Wahrzeichen von St. Pölten und je nach Definition das höchste oder – nach dem Dom – das zweithöchste Gebäude der Stadt. Er wurde 1996 errichtet, seit dem Frühjahr 1997 ist er in Betrieb. Architekt ist Ernst Hoffmann, der abgesehen vom Klangturm auch das Regierungsviertel geplant hat.

## Architektur
Die Konstruktion, die auf einer Grundfläche von 15 mal 15 Metern steht, erreicht eine Gesamthöhe inklusive Antenne von 77 Metern. Am Dach sind Sendemasten für Rundfunk, eine Wetterpanoramakamera, Funkmasten für diverse Mobilfunkbetreiber und andere Antennen angebracht.
Auf einer Höhe von zirka 47 Metern befindet sich eine Aussichtsterrasse, die entweder mit dem Panoramalift oder über 280 Stufen erreichbar ist.
Der Klangturm besteht aus 650 Tonnen Stahl und 1000 m² Glas.
Im Turm befinden sich drei Kugeln mit einem Durchmesser von je 5,70 Meter und einem Gewicht von annähernd neun Tonnen. Sie fungieren als Hörzonen.

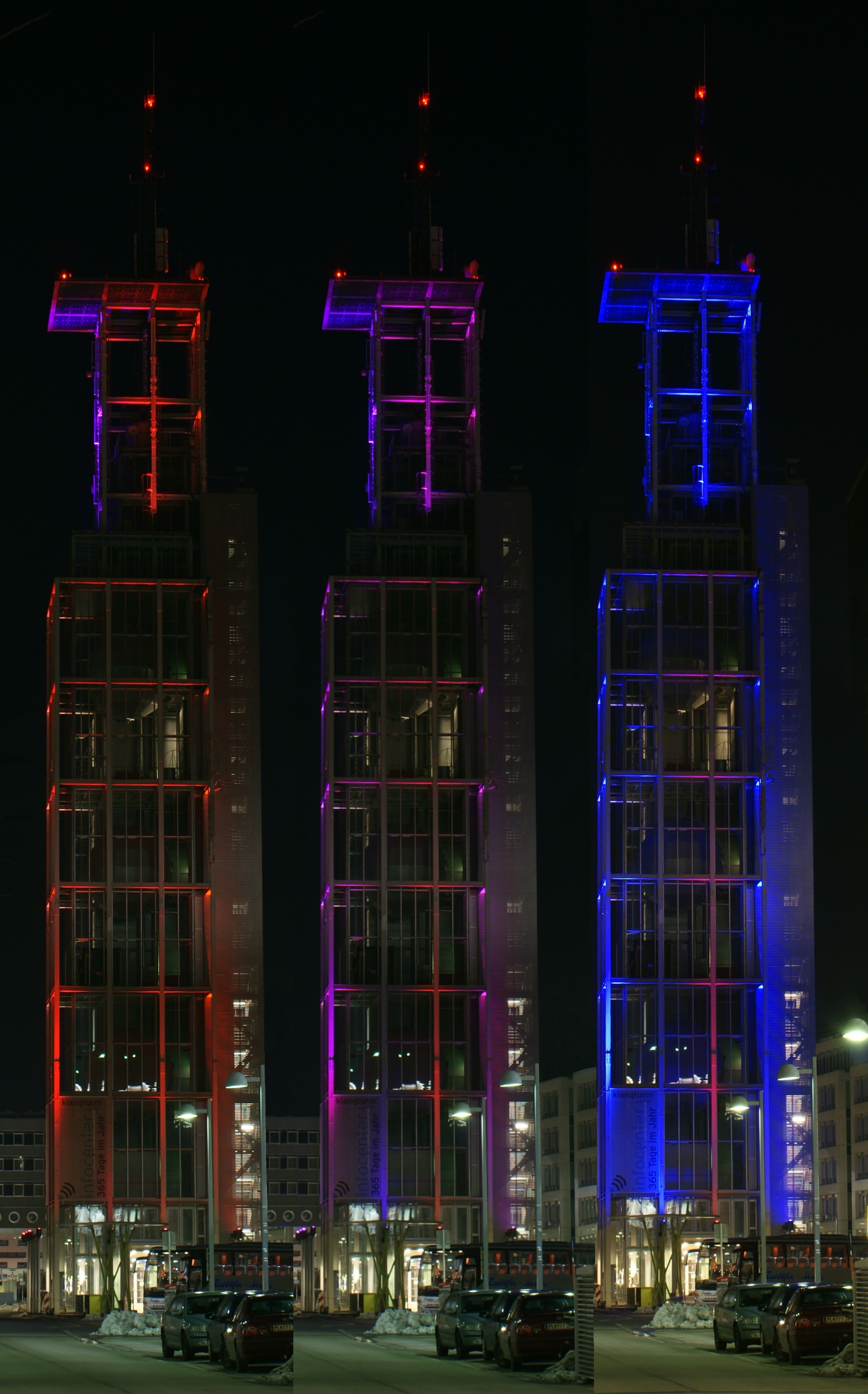
Der Klangturm bei Nacht in drei verschiedenen Beleuchtungen

## Verwendung

### Allgemein
Als weithin sichtbarer futuristisch anmutender „Leuchtturm“ steht der Klangturm St. Pölten im Zentrum des Landhausviertels. Architekt Ernst Hoffmann setzte einen vertikalen Kontrapunkt zur horizontalen Konzeption der Gesamtanlage des Regierungsviertels. Diese „architektonische Skulptur“ erfüllt aber noch viele andere Funktionen. Sie ist Aussichtsplattform, Infocenter und Antennenmast für diverse Handynetzbetreiber. Die inhaltliche Aufgabe stand allerdings von Anfang an fest: Der Ort sollte zu einer Plattform für Klangkunst werden und Interessierten die Scheu vor Neuen Medien (elektronische, digitale und interaktive Bild- und Tonmedien, auch als Multimedia bezeichnet) nehmen. Dieser Bestimmung ist der Klangturm bis heute treu geblieben.
Obwohl aus 650 Tonnen Stahl und 1000 Quadratmeter Glas gebaut, besticht er durch Transparenz und Leichtigkeit. Inklusive Antenne misst er 77 Meter. Das Foyer dient seit 2005 als Infocenter. Die Aussichtsterrasse liegt auf einer Höhe von 47 Metern und ist entweder mit dem Panoramalift oder über 280 Stufen erreichbar. Dazwischen wechseln sich sogenannte Klangebenen mit Klangkugeln ab: In drei Räume von je acht mal acht Meter Grundfläche und etwa 13 Meter Höhe ragen drei begehbare aus Stahl konstruierte Kugeln.
Die ersten drei Ebenen sowie die drei Klangkugeln werden alljährlich von verschiedenen Künstlern mit Installationen versehen. Dabei wird meist die Akustik der Klangkugeln ausgenutzt.
Das technische Herz bildet das Studio über dem Infocenter. Es stellt die Schaltzentrale für die gesamte Medientechnik dar. Sämtliche Audio-, Video- und Netzwerkanschlüsse führen in das Studio und von dort hinaus und ermöglichen es somit, Audio- und Videosignale an jede beliebige Stelle im Turm zu übertragen.

#### Anfänge des Klangturm
Zur Eröffnung des neuen Landhauses am 15. November 1996 war der Innenausbau noch nicht fertiggestellt, der Klangturm klang somit nur nach außen. Dabei handelte es sich um das multimediale Simultankonzert „Land im Klang“, das aus einem Zusammenwirken von Musik, Klangarchitektur, Videoinstallation und Licht bestand.
Der damalige künstlerische Leiter Alvin Curran und der Videokünstler Uli Sigg zeichneten für diese 45-minütige Performance verantwortlich. Publikum und Kritiker waren geteilter Meinung über diesen ersten Kontakt mit neuer Klangkunst.
Mit „Einhören“ am 13. und 14. September 1997 öffnete der Klangturm dann zum ersten Mal seine Pforten. Sowohl Installationen mit Klangskulpturen, Touchscreens und Theremin als auch die von Mia Zabelka initiierte Spielebene „Global Kids“ mit einem kindgerechten Zugang zur Computerwelt kündigten schon die programmatische Ausrichtung der saisonalen Bespielung von 1998 bis heute an – saisonal (von April bis Oktober) deshalb, weil der Ausstellungsbereich nicht beheizbar ist. Infocenter und Aussichtsterrasse sind seit 2005 ganzjährig geöffnet.
Die damalige Kuratorin Mia Zabelka, Komponistin, E-Violinistin und Vokalistin, engagierte in den Jahren 1998 und 1999 für die Programme Feedback, Feedback Special und Klangzeichen prominente Klangkünstler, lud Artists in Residence zu künstlerischen Projekten ein, erweiterte Global Kids um altersgerechte Workshops, ließ Klangspenden oder Wunschklänge der Besucher dreimal täglich über die Klangaura nach außen ertönen und bot Jugendlichen mit DJ-Nights einen beliebten Dancefloor. Diese ambitionierten Projekte bestätigten die Vorreiterrolle im Bereich der Klangkunst.

#### Seit 2000
Das Jahr 2000 brachte wesentliche Veränderungen: Die Betriebsführung wechselte von der Niederösterreichischen Kulturszene Betriebs GmbH zur Niederösterreichischen Museum Betriebs GmbH. Seitdem gehört der Klangturm zum 2002 eröffneten Landesmuseum Niederösterreich. Somit wurde dem Museumsbetrieb ein ganz junger Ausstellungstyp, nämlich jener der experimentellen Medieninstallation, hinzugefügt. Mit der Eingliederung übernahm der Direktor des Landesmuseums Niederösterreich, Mag. Carl Aigner, auch die künstlerische Leitung. Das Jahresthema der Saison 2000, liquidsound, setzte sich aus bereits gezeigten und modifizierten Projekten und erfolgreichen neuen Installationen zusammen.
Der für 2001 und 2002 bestellte Kurator Roland Schöny, Kunstkurator und Journalist, stellte unter dem Titel electronic music station Kompositionen neuer elektronischer Musik in den Mittelpunkt, verwandelte eine Etage in ein skurriles Heimatmuseum und zeigte dort die Anfänge dieser jungen Musikrichtung. Als äußeres Zeichen erstrahlte der Klangturm in verschiedenen Farben, denn die Glasfronten wurden mit Folien verhängt, was auch den Innenräumen eine neue Dimension verlieh. Für die Saison 2003 konnte Alexandra Schantl aus der Abteilung Kultur und Wissenschaft des Landes Niederösterreich, zuständig für zeitgenössische Kunst, als Kuratorin gewonnen werden. Ganz deutlich zeigte sich in den genreübergreifenden Projekten das Zusammenwirken von bildender Kunst, Medienkunst und Musik. Zum ersten Mal arbeitete auch Gottfried Zawichowski, Geschäftsführer der Musikfabrik Niederösterreich, an Konzept und Umsetzung mit. Daraus entstand eine bis heute andauernde erfolgreiche Kooperation mit musik aktuell – neue musik in nö.
Im Jahr 2004 gab es keine Ausstellung. In einer zweiten Ausbaustufe bekam der Panoramalift eine Einhausung, das Foyer eine Heizung und die Aussichtsterrasse eine Überdachung. Die mittlere Klangkugel wurde vollkommen schall- und blickdicht verpackt. Mediensteuerung und Effektbeleuchtung wurden erneuert. Seit der Wiedereröffnung 2005 zeichnet Hannes Raffaseder, Komponist und Audiokünstler, als Kurator für die Konzeptionierung verantwortlich. Er ist Vizerektor der Fachhochschule St. Pölten und Leiter des Masterstudiengangs Digitale Medientechnologien und des Instituts für Medienproduktion. Durch ihn entstand eine enge Zusammenarbeit mit der Fachhochschule. Jedes Jahr findet er mit einem Jahresthema Zugänge zum Medium Klang. Immer wieder bezieht er auch Forschungsprojekte der Fachhochschule St. Pölten mit ein und ermöglicht es den Studierenden, mit Neuen Medien zu experimentieren. 2005 lautete das Motto Museum der Klänge, 2006 Klangfarben – Farbklänge, 2007 Intermedium Orfeus07, 2008 musik:macht:medien, 2009 musik bewegt!, 2010 Aliens – Eine Reise in unbekannte Klangwelten und 2011 Klang.Land.Schaft. Mit manchen dieser Programme konnte auch an die naturwissenschaftlichen Ausstellungen im Landesmuseum Niederösterreich angeknüpft werden. Hannes Raffaseder führte außerdem eine Konzertreihe für experimentelle, improvisierte und elektronische Musik und Medienkunst ein.
Die Besucherzahlen der letzten Jahre lagen bei 34.000 Personen pro Jahr.
2014 wurden die Klanginstallationen („Klänge der Regionen“) in das Landesmuseum überführt und das Infocenter geschlossen. Die Aussichtsplattform ist aber weiterhin zugänglich.

### Sendeanlagen
Über den Klangturm unter dem internen Namen ST.PÖLTEN 4 werden verschiedene Fernsehprogramme im DVB-T-Standard sowie bis Ende 2010 auch im DVB-H-Standard ausgestrahlt.
| Multiplex | Kanal         | Programme im Bouquet                              | ERP     |
| --------- | ------------- | ------------------------------------------------- | ------- |
| MUX A     | K31 (554 MHz) | ORF eins, ORF 2 Wien, ORF 2 Niederösterreich, ATV | 2,26 kW |
| MUX B     | K21 (474 MHz) | Puls 4, ORF SPORT +, 3sat, Red Bull TV, Servus TV | 2,26 kW |
| MUX C     | K38 (610 MHz) | P3tv                                              | 0,10 kW |